# Игор Курчатов
Игор Васиљевич Курчатов (рус. Игорь Васильевич Курчатов; Симски завод, 12. јануар 1903 — Москва, 7. фебруар 1960) је био совјетски нуклеарни физичар који је познат као директор совјетског пројекта атомске бомбе. Заједно са Георгијем Флиоровом и Андрејом Сахаровим, Курчатов је широко упамћен и називан „оцем совјетске атомске бомбе“ због главне улоге у развоју совјетског нуклеарног програма, тајног програма током Другог светског рата формирана након совјетског откриће напора западних Савезника да развију нуклеарно оружје. После девет година тајног развоја, Совјетски Савез је успешно тестирао своје прво нуклеарно оружје, под називом Прва муња у Семипалатинском полигону 1949. Курчатову је 1954. додељена државна награда Совјетског Савеза за физику.
Од 1940. па надаље, Курчатов је радио и допринео унапређењу програма нуклеарног наоружања, а касније се залагао за миран развој нуклеарне технологије. Курчатов је 1950. допринео развоју хидрогенске бомбе са Андрејом Сахаровим. Остали пројекти завршени под Курчатовим укључују инсталацију и развој првог совјетског акцелератора честица, оснивање нуклеарне електране Обнинск, прве комерцијалне нуклеарне електране на свету, завршетак и поринуће Лењина, прве нуклеарног површинског и цивилног пловила 1959.
По њему је назван Институт атомске енергије Курчатов.